# Alia királyné nemzetközi repülőtér
Az Alia királyné nemzetközi repülőtér (arab nyelven: مطار الملكة علياء الدولي) (IATA: AMM, ICAO: OJAI) Jordánia egyik nemzetközi repülőtere, amely Ammán közelében található. Éves utasforgalma 7 837 501 fő (2022).

## Futópályák
A repülőtér futópályái:
- 08R/26L
- 08L/26R

## Forgalom
Az utasforgalom az elmúlt években az alábbi módon változott:
| Utasok száma | 2 334 779 | 2 988 174 | 3 506 070 | 4 770 769 | 5 467 726 | 6 502 000 | 7 095 685 | 8 425 026 | 2 043 718 | 7 837 501 |
|              | 2002      | 2004      | 2006      | 2009      | 2011      | 2013      | 2015      | 2018      | 2020      | 2022      |